# Häxa

Under halloween och påsk är häxor en vanlig figur att klä ut sig till.

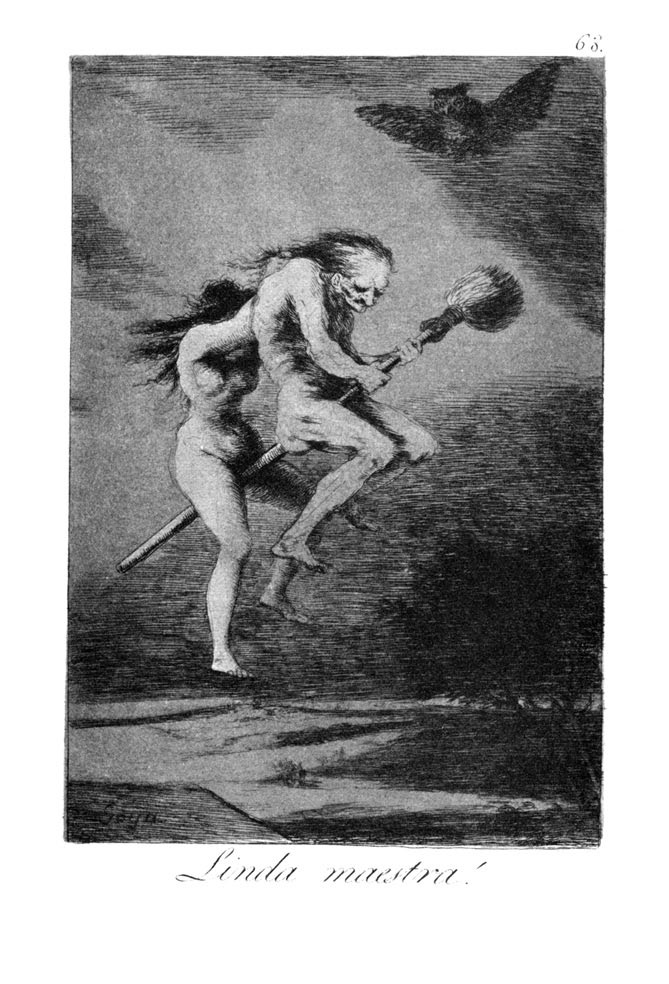
En bild av Fransisco Goya som föreställer häxor.

En häxa är en person som tros ha övernaturliga, magiska krafter.
Magi existerar i varierande grad i olika trossystem runt om i världen, och olika kulturer har olika definitioner av vad en häxa är.
I det gamla Europa var en häxa en person som enligt dåtida teologi hade försvurit sig till Satan, och i utbyte fick lära sig magi av honom. I det gamla Europa förekom under tidig modern tid häxjakt, där människor ställdes inför rätta anklagade för att vara häxor och avrättades i häxprocesser.

## Definition
Begreppet "häxa" är en kulturell konstruktion som har förändrats över tid och varierat mellan olika samhällen och historiska perioder. Häxor förknippas i väst ofta med kvinnor, men det finns också exempel på manliga häxor.
I boken The Witch: A History of Fear, from Ancient Times to the Present definierar Ronald Hutton en häxa som är en person som anses ha övernaturliga krafter och som anses använda dessa för att skada eller påverka andra. Hutton beskriver emellertid också flera andra tolkningar av begreppet. En häxa kan vara en person som använder magi för antingen gott eller ont. En häxa kan vara en personer med icke-kristna eller hedniska religiösa övertygelser eller praktiker. Och till slut kan en häxa också ses som en symbol för oberoende kvinnlig auktoritet och motstånd mot manlig dominans.

## Häxtro och häxprocesser i Europa
Tron på att det fanns människor som kunde utöva trolldom fanns i Europa redan under antiken. Däremot ansågs det inte per definition vara något ont eller negativt. Det fanns en övertygelse om att människor hade makten att utöva magi av olika slag, både ond eller "svart magi" och god eller "vit magi".
I samband med stora samhällsomvandlingar – demografiska, religiösa och ekonomiska – skedde häxprocesser runtom i västvärlden. Bland annat efter reformationens införande, ekonomiska kriser samt förändringar från feodalt styre till handelskapitalism. Enligt latinsk terminologi fanns tre typer av trolldom. Den första är sortilegium, vilket är vidskepelse. Den andra är maleficium, vilket är fysiskt skadlig förgöring som exempelvis att förgöra grödor eller fiskbestånd. Den tredje är diabolism som exempelvis djävulspakter, häxsabbater på Blåkulla och (sexuell) kontakt med Satan. År 1487 utkom Malleus maleficarum, mer känd som Häxhammaren. Två dominikanska inkvisitorer, Jacob Sprenger och Heinrich Kramer skrev boken som är ett synnerligen kvinnofientligt verk. Häxeri fick i Häxhammaren en sexuell prägel, och kopplades samman med kvinnans sexualitet, kropp och lust.
En häxa kunde genom besvärjelser och trollkonster åstadkomma sjukdom, död och infertilitet hos både människor och djur: de kunde påverka vädret och ge missväxt, förutspå framtiden och uttala förbannelser. De kunde också åstadkomma goda saker med hjälp av sin magi, så som att bota sjukdomar och lindra smärta, men även detta var enligt Häxhammaren något i grunden ondskefullt, eftersom även goda saker som åstadkommits med hjälp av magi kom från Djävulen och bröt mot vad Gud annars hade låtit ske. På grund av dessa definitioner, utsattes de traditionella naturläkarna, kloka gummor och kloka gubbar, samt barnmorskor ofta för misstankar. En häxa kunde enligt häxtron även vara en man, de var ofta schamaner och kallades för trollkarlar eller häxmästare.

## Häxkult
Begreppet häxa blev under 1900-talet populärt inom nyandligheten. Generellt vill man inom viss nyandlighet och new age-tradition hitta tillbaka till en andlighet man menar ha gått förlorad i en avförtrollad samtid. Bland annat är man ofta kritisk mot den dualistiska upplysningstraditionen och mot den naturvetenskapliga revolutionen, som innebar att människan ställde sig över naturen. Man är alltså kritisk till det mekaniska synsättet på världen, som man kopplar samman med en ekologisk kris. Man menar sig ha förlorat kontakten med naturens rytmer, jordens växtlighet, död under vintern och uppståndelse nästa vår. De iakttar naturen och försöker finna likheter mellan naturen och människokroppen, med det yttersta målet att återfinna en balans med jorden som håller på att gå under av exploatering. Detta innebär även en tro på krafter i växter, månen och annat som inte på något vis är vetenskapligt förankrat[källa behövs].
Under 1900-talet har det uppstått flera olika häxrörelser, som betraktar sig som religioner. Två inflytelserika källor till denna utveckling var folkloristen Charles Godfrey Leland bok Aradia: The Gospel of the Witches (1899), som påstår sig återge existerande italienska häxors trosföreställningar, och folkloristen Margaret Murrays böcker Witch-Cult in Western Europe (1921) och God of the Witches (1933), som framlägger teorin att häxprocesserna inte var riktade mot falskt anklagade kristna utan mot utövare av en överlevande forntida fruktbarhetsreligion, som de kristna kyrkorna skulle ha upplevt som ett hot. Enligt dessa tre böcker skulle forntida häxreligion ha präglats av tron på en Gudinna och en Gud, samt en sakral värdering av sexualitet. Gerald Gardner kom i två böcker, Witchcraft Today (1954) och The Meaning of Witchcraft (1959) att ge konkret utformning av den religion som kommit att kallas wicca. Både ordet för "häxa" på engelska, "witch", och "wicca" anses komma av samma rot, och därför förknippas ofta wicca med häxkonster idag. Det är dock stor skillnad på begreppet "häxa" och engelskans "witch" enligt den svenska traditionen.
Murrays böcker anses numera återge ett övergivet forskningsläge, och teorin om en överlevande forntida fruktbarhetsreligion tillbakavisades av Bente Gullveig Alver och Bengt Ankarloo i början av 1970-talet, men däremot hade grupper av människor under mellantiden upplevt innehållet i den hypotetiska häxreligionen som befriande, myndiggörande och religiöst meningsfullt[källa behövs].
En av de största häxreligionerna är wicca, men skild från denna, och vid sidan av denna, utövas bland annat även Feri, Clan of Tubal Cain och Cultus Sabbati.

## I populärkulturen
Häxor är populära figurer inom sagor och fiktion. Enligt traditionell västerländsk sagotradition var häxan en trollkunnig kvinna, ofta en gammal gumma. Till sin hjälp hade hon en trollstav och trollformler. I sagorna brukar manliga häxor inte kallas häxor utan trollkarlar. Kända häxor i sagorna är häxorna i Hans och Greta, i Törnrosa och i Snövit. I seriernas värld är Magica de Hex från Kalle Anka en känd gestalt. TV-serien Sabrina tonårshäxan har en häxa som huvudperson.
Bland de många filmatiseringar som på något vis handlar om häxor finns: 
- Häxan (1922)
- Snövit och de sju dvärgarna (1937)
- Trollkarlen från Oz (1939)
- Häxorna i Eastwick (1987)
- Häxor (1990)
- Hocus Pocus (1993)
- Stardust (2007)